# 伊孔翁索
伊孔翁索是哥倫比亞的城鎮，位於該國中西部，由托利馬省負責管轄，距離首府伊瓦格115公里，始建於1875年，面積220平方公里，海拔高度1,260米，2005年人口10,130。
4°11′N 74°32′W / 4.183°N 74.533°W